# Gingirică
Gingirica (Clupeonella cultriventris) este un pește teleostean marin eurihalin (dulcicol sau salmastricol) pelagic , asemănător cu scrumbia de Dunăre din familia clupeidelor (Clupeidae), răspândit în Marea Neagră, Marea Caspică și Marea Azov, de unde migrează periodic în fluvii (Dunăre, Nistru etc) și lacurile litorale. Este un relict ponto-caspic.
Lungimea corpului este de 8–13 cm, rar 20 cm; greutatea de 6 g, rar 15 g. Are corpul scurt, puternic comprimat lateral, spinarea dreaptă, abdomenul curbat cu o carenă zimțată acoperită cu 24-29 spini ventrali. Este acoperit cu solzi relativ mari, care cad repede. Botul este ascuțit, cu gura oblică în sus și cu dinți rudimentari. Înotătoarea anală este alungită, cu marginea concavă și cu ultimele radii ceva mai lungi. Nu are solzi alari la înotătoarea caudală. Spatele este cenușiu-negricios, bătând în verzui; laturile sunt albe-argintii sau galbene-aurii; irisul este auriu.
Se hrănește în apele dulci cu zooplancton, iar în mare cu mici crustacei (copepode și cladocere). Este un pește de cârd, care trăiește în ape salmastre și marine. Se reproduce la începutul verii în Marea Azov, iar în aprilie-iunie în cursul inferior al râurilor (Dunărea, Nipru, Nistru, Bugul de Sud, Don, Kuban), lacurile litorale și zonele salmastre. Depune icre pelagice. Pe litoralul românesc migrează pe distanțe scurte din mare în apele salmastre și dulci, mai ales primăvara când gingirica intra în vederea hrănirii și reproducerii în lacurile litorale și zonele salmastre ale Dunării. Toamna are loc o migrația inversă dinspre apele dulci către cele marine.
Are valoare economică mare, fiind pescuită în cantități apreciabile. Se consumă aproape exclusiv sărată; carnea nu este de calitate și conține numai 7,5% grăsimi. Gingirica servește ca hrană peștilor importanți: șalău, nisetru, morun și celor marini.
Două subspecii sunt recunoscute de către unii autori :
- Clupeonella cultriventris cultriventris (Nordmann, 1840) din Marea Neagră și Marea Azov.
- Clupeonella cultriventris caspia (Svetovidov, 1941) din Marea Caspică.

În România trăiește subspecia Clupeonella cultriventris cultriventris, comună pe tot litoralul nostru marin; pătrunde în lacurile litorale Razelm, Tașaul, Duranculac, etc.) și Dunăre până la Călărași .